# Toa Payoh
Toa Payoh – stacja podziemna Mass Rapid Transit (MRT) na North South Line w Singapurze. Stacja znajduje się w Toa Payoh.